# Vicki Leekx
Vicki Leekx è un mixtape della cantante inglese M.I.A. uscito il 31 dicembre 2010.
L'annuncio di questo album è stato dato via Twitter dalla cantante stessa, gli ultimi giorni dell'anno e segue il precedente lavoro (MAYA) prodotto e pubblicato sempre nel 2010.
L'album, disponibile come download gratuito, è composto sia da canzoni rivisitate e remixate prese da MAYA che da materiale nuovo.
Il nome è preso in prestito dal caso mediatico internazionale Wikileaks, anche se la maggior parte delle canzoni presenti in questo album non sono d'ispirazione politica.

## Tracce
1. Intro – 0:16
2. The World – 1:58
3. Bamboo Go – 0:58
4. Illy Girl – 0:46
5. Super Tight – 1:27
6. Let Me Hump You – 2:10
7. WWW/Meds/Feds – 1:57
8. Steppin/Up – 1:01
9. Go At It – 1:32
10. Vicki Intermission – 0:20
11. Gen -N-E-Y – 3:05
12. Bad Girls – 2:13
13. Dutch Dutch – 0:19
14. Marsha/Britney – 2:16
15. Tamil Beat Munchi – 1:17
16. Listen Up – 2:48
17. Mudersounds Munchi – 2:30
18. Overdrive – 3:12
19. You My Love – 3:08
20. Get Around – 3:28